# Mini (rodzaj)
Mini – rodzaj płazów bezogonowych z podrodziny Cophylinae w rodzinie wąskopyskowatych (Microhylidae).

## Zasięg występowania
Rodzaj obejmuje gatunki występujące na niskich wysokościach (0-350 m n.p.m.) w północno-wschodnim Madagaskarze.

## Morfologia
Długość ciała 8,2–14,9 mm. Skóra jest gładka do lekko ziarnistej, czasami opalizująca. Boczna granica barwy jest obecna, ale różni się intensywnością w zależności od gatunku.

## Systematyka

### Etymologia
Mini: ang. przedrostek mini- „małe rozmiary czegoś”.

### Podział systematyczny
Do rodzaju należą następujące gatunki:
- Mini ature Scherz, Hutter, Rakotoarison, Riemann, Rödel, Ndriantsoa, Glos, Roberts, Crottini, Vences & Glaw, 2019
- Mini mum Scherz, Hutter, Rakotoarison, Riemann, Rödel, Ndriantsoa, Glos, Roberts, Crottini, Vences & Glaw, 2019
- Mini scule Scherz, Hutter, Rakotoarison, Riemann, Rödel, Ndriantsoa, Glos, Roberts, Crottini, Vences & Glaw, 2019